# أنطونيو ميلو
أنطونيو ميلو هو سياسي إيطالي، ولد في 5 ديسمبر 1959 في اجيرولا في إيطاليا. نشط حزبياً في Liberal Popular Alliance ‏. وقد انتخب عضو مجلس الشيوخ الإيطالي ‏ (8 مارس 2013 – 22 مارس 2018) وانتخب عضو مجلس النواب في الجمهورية الإيطالية ‏ (29 أبريل 2008 – 14 مارس 2013).